# Contea di Tyrone
Tyrone (pron. inglese: /tɪˈroʊn/; Tír Eoghain, che significa "Terra di Eoghan", in gaelico irlandese - Contae Tír Eoghain nella formulazione estesa) è una delle 32 contee dell'Irlanda tradizionali, oltre che una delle sei contee che formano l'Irlanda del Nord.

## Descrizione
Affacciata sulla porzione sud-occidentale del Lough Neagh, la contea ricopre un'area di 3155 km² ed ha una popolazione di circa 177 908 abitanti. La county town è storicamente Omagh.
Tyrone è la settima contea per estensione dell'isola irlandese e la decima in fatto di popolazione. È inoltre la seconda per estensione della sua provincia, l'Ulster, e la quarta per popolazione. 
Ha ormai soltanto valenza culturale e sportiva, essendo l'Irlanda del Nord stata suddivisa in distretti.

## Insediamenti
- Omagh
- Cookstown
- Dungannon
- Strabane
- Coalisland
- Castlederg
- Ardboe
- Carrickmore
- Dromore
- Fintona
- Fivemiletown
- Killyclogher
- Moy
- Newtownstewart
- Sion Mills
- Altamuskin
- Altmore
- Ardstraw
- Artigarvan
- Augher
- Aughnacloy
- Ballygawley
- Ballymagorry
- Benburb
- Beragh
- Bready
- Brockagh
- Caledon
- Clady
- Clogher
- Clonoe
- Derryloughan
- Derrytresk
- Donaghmore
- Donemana
- Drumquin
- Edenderry
- Eglish
- Erganagh
- Eskra
- Evish
- Glenmornan
- Gortin
- Greencastle
- Killyclogher
- Loughmacrory
- Kildress
- Plumbridge
- Pomeroy
- Rock
- Stewartstown
- Tamnamore
- Trillick
- Tullyhogue
- Victoria Bridge